# أندريه فيلاس بواس (لاعب كرة قدم)
أندريه فيلاس بواس (بالبرتغالية: André Vilas Boas‏) هو لاعب كرة قدم برتغالي في مركز الوسط، ولد في 4 يونيو 1983 في فيلا دو كوندي في البرتغال. شارك مع منتخب البرتغال تحت 20 سنة لكرة القدم. أما مع النوادي، فقد لعب مع نادي بورتو ونادي بورتيمونينسي ونادي ريو أفي ونادي ماريتيمو.

## وصلات خارجية
- أندريه فيلاس بواس (لاعب كرة قدم) على موقع قاعدة بيانات كرة القدم.إي يو (الإنجليزية)
- أندريه فيلاس بواس (لاعب كرة قدم) على موقع Soccerway.com (الإنجليزية)
- أندريه فيلاس بواس (لاعب كرة قدم) على موقع AS.com (الإسبانية)